# Telcișor
Telcișor – wieś w Rumunii, w okręgu Bistrița-Năsăud, w gminie Telciu. W 2011 roku liczyła 1189 mieszkańców.